# Pierluigi Gollini
Pierluigi Gollini (Bologna, 18 maart 1995) is een Italiaans profvoetballer die als doelman speelt. Hij verruilde Aston Villa in juli 2018 voor Atalanta Bergamo, dat hem daarvoor al anderhalf jaar huurde. Tijdens het seizoen 2021/22 wordt hij verhuurd aan Tottenham Hotspur. Gollini debuteerde in 2019 in het Italiaans voetbalelftal.

## Clubcarrière
Gollini verruilde de jeugd van Fiorentina in 2012 op zeventienjarige leeftijd voor die van Manchester United. Na twee jaar verliet hij de jeugdopleiding van The Mancunians voor Hellas Verona, waar hij een vijfjarig contract ondertekende. Hij maakte op 24 september 2014 zijn debuut in de Serie A, tegen Genoa. De wedstrijd eindigde in 2–2.
De week nadien mocht hij opnieuw aantreden, ditmaal in het Stadio Olimpico tegen AS Roma. Hellas Verona verloor met 2–0 in de Italiaanse hoofdstad. Gollini werd in het seizoen 2015/16 eerste doelman bij Hellas Verona. Daarmee eindigde hij dat jaar op de laatste plaats in de Serie A.
Gollini ging niet mee naar de Serie B. Hellas Verona verkocht hem op 8 juli 2016 aan het uit de Premier League gedegradeerde Aston Villa, waar hij een vierjarig contract ondertekende. Hij speelde in een halfjaar twintig wedstrijden in de Championship voor hij in januari 2017 terugkeerde naar Italië. Aston Villa verhuurde hem toen voor anderhalf jaar aan Atalanta Bergamo. Hier deed hij in die periode voornamelijk dienst als reservedoelman achter Etrit Berisha. Gollini verruilde Aston Villa in juli 2018 definitief voor Atalanta Bergamo. Hij maakte in het seizoen 2018/19 zijn debuut in de voorronden van de UEFA Champions League. Coach Gian Piero Gasperini promoveerde Gollini in 2019 tot eerste doelman. Atalanta en hij eindigden het seizoen 2018/19 op de derde plaats in de Serie A. Dat was de hoogste eindklassering in de clubgeschiedenis, waarmee de ploeg zich ook voor het eerst plaatste voor de groepsfase van de Champions League.
In juli 2021 werd Gollini voor een seizoen verhuurd aan Tottenham Hotspur FC.

## Interlandcarrière
Gollini maakte deel uit van alle Italiaanse nationale jeugdelftallen van Italië –18 tot en met Italië –21. Hij debuteerde op 15 november 2019 onder bondscoach Roberto Mancini in het Italiaans voetbalelftal, in een met 0–3 gewonnen kwalificatiewedstrijd voor het EK 2020 in en tegen Bosnië en Herzegovina. Hij kwam die dag in de 88e minuut in het veld als vervanger voor Gianluigi Donnarumma.
1 Meret ·
4 Buongiorno ·
5 Jesus ·
6 Gilmour ·
7 Neres ·
8 McTominay ·
11 Lukaku ·
12 Turi ·
13 Rrahmani ·
14 Contini ·
15 Billing ·
16 Marín ·
17 Olivera ·
18 Simeone ·
21 Politano ·
22 Di Lorenzo  ·
26 Ngonge ·
29 Hasa ·
30 Mazzocchi ·
37 Spinazzola ·
68 Lobotka ·
81 Raspadori ·
96 Scuffet ·
99 Zambo Anguissa ·
Coach: Conte